# Vzkříšení
Viz též: Všeobecné vzkříšení
Vzkříšení značí v náboženství obnovené spojení ducha a těla nebo přivedení někoho ze smrti do života. Vzkříšení se netýká pouze lidí, ale též různých božstev.

## Řecká a římská mytologie
V době, kdy se vyvíjelo historické křesťanství, panovala v řeckořímském světě doba slučování (synkreze) kultů a nauk. V jádru těchto učení bylo jednak poznání (gnose) určité skutečnosti, jejímž prostřednictvím dosáhl člověk (zasvěcenec) mimořádného stupně poznání, které se projevovalo jeho vyvázáním z dosavadního etického a společenského postavení. V jádru těchto kultů stáli bohové, kteří obětovali sami sebe smrti, aby jako zmrtvýchvstalí přinesli poznání a spásu lidem. Zmrtvýchvstání boha bylo v jádru kultů Adónise a Dionýsa.

## Zoroastrismus
V zoroastrismu je koncept posledního soudu, jemuž bude předcházet souboj sil dobra, zastoupených spasitelem Saošjantem, se silami zla. Po vítězství Saošjanta dojde ke vzkříšení mrtvých.

## Judaismus
Základním náboženským textem judaismu je Tóra. V ní však nenalézáme ohledně vzkříšení žádné explicitní vyjádření. Za nejstarší explicitní doklad víry židů ve vzkříšení se často považuje teprve text z knihy Ezechiel, jež je součástí Tanachu. Kniha, jejíž sepsání je přisuzováno proroku Ezechielovi, jenž působil v 1. polovině 6. století před n. l., totiž obsahuje vidění údolí suchých kostí. Toto vidění popisuje, jak se rozházené hromady suchých kostí obalují masem a těla se potahují kůži, aby do nich poté vstoupil duch a oživil je.
Většina židovských komentátorů však poukazuje na to, že samotný zápis vidění není proroctvím o budoucím fyzickém vzkříšení jednotlivců, ale že onen zápis je pouhou „metaforou pro znovuzrození izraelského národa, pro Boží moc vyvést tento lid z babylónského vyhnanství ..., a vrátit jej do rodné země.“ I když připustíme, že vidění bylo původně vnímáno spíše jen jako politické prohlášením o obnově Izraele, přesto inspirovalo pozdější tradici k formulování myšlenek o budoucím vzkříšení jednotlivců. Doklady o jasnějších představách v tomto směru se začínají objevovat zvláště od 2. století před n. l. V tomto období se vzkříšení mrtvých stalo též hlavním námětem sporu mezi farizeji a saduceji. Nicméně koncem 2. století n. l., kdy byla sepsána Mišna, se doktrína o vzkříšení mrtvých (תְּחִיַּת הַמֵּתִים‎, tchijat ha-metim) stala v rámci judaismu závazným učením.

## Křesťanství
Hlavní články: Ježíšovo vzkříšení a Slavnost Zmrtvýchvstání Páně

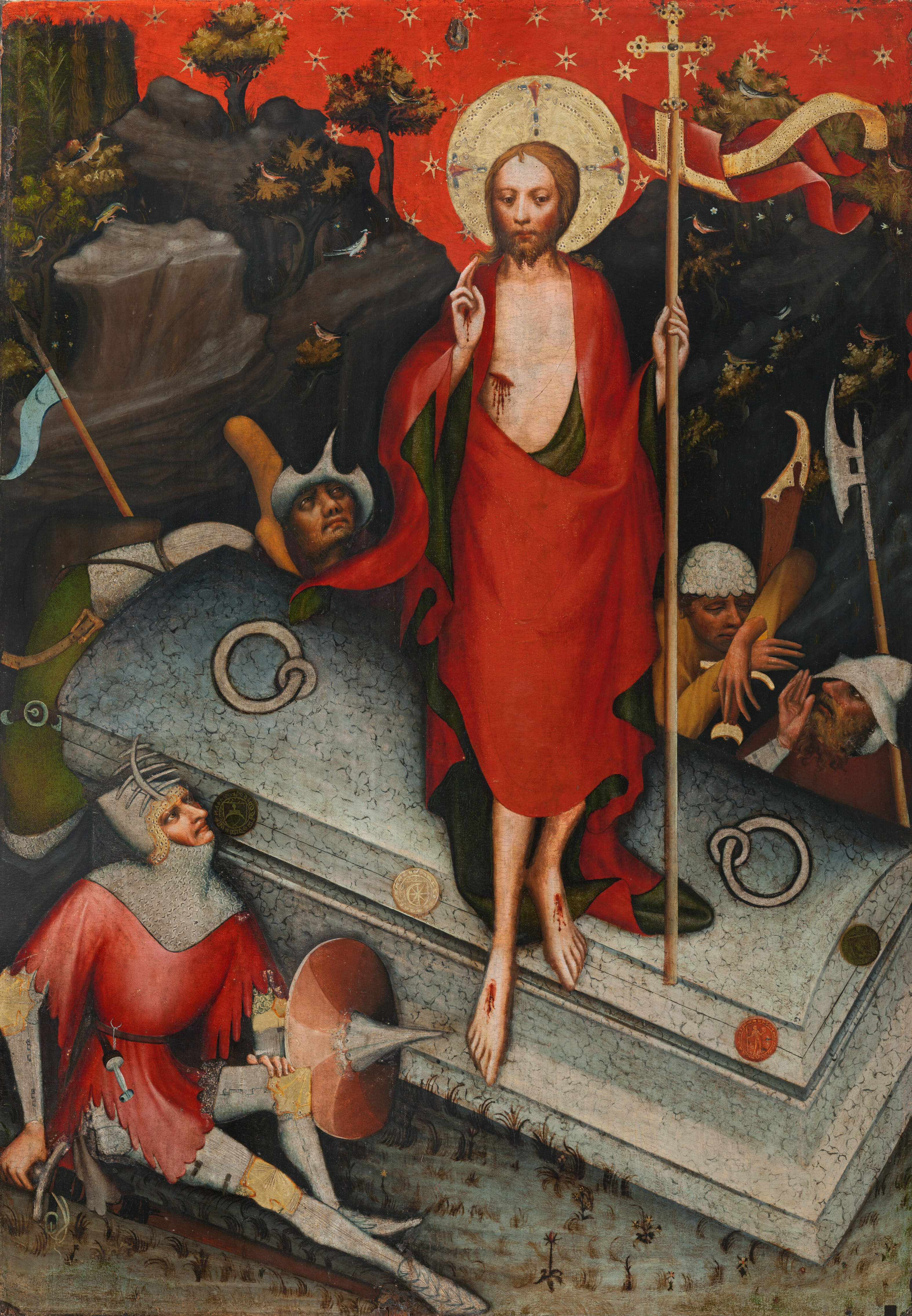
Mistr Třeboňského oltáře: Zmrtvýchvstání Krista

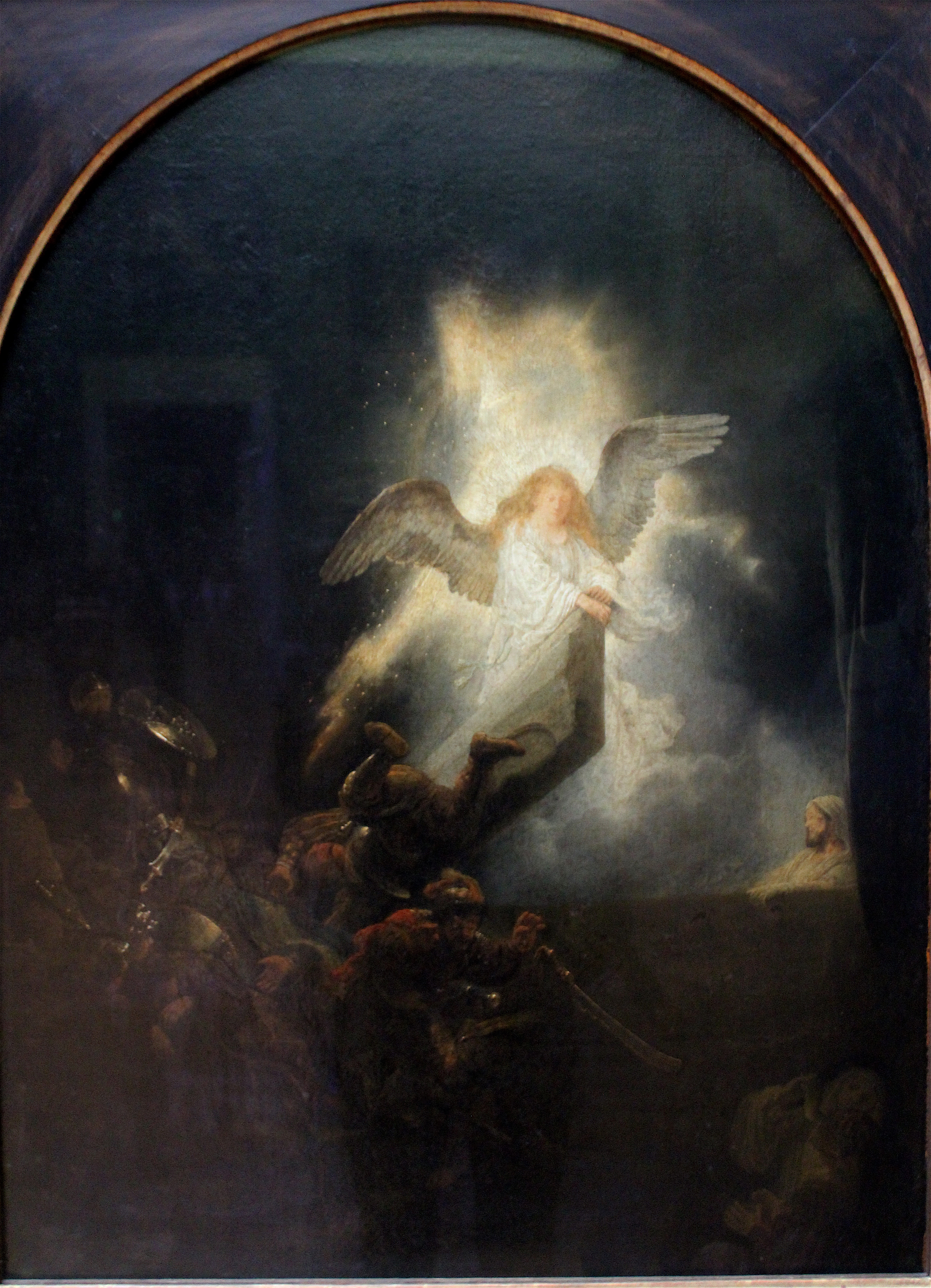
Rembrandt van Rijn: Zmrtvýchvstání Krista

Vzkříšení nebo též Zmrtvýchvstání (pouze u Ježíše Krista) tvoří základní prvek křesťanské víry – a to ve dvojím smyslu: vzkříšení/zmrtvýchvstání Ježíše Krista z mrtvých po jeho ukřižování a vzkříšení člověka na konci časů. Tuto událost křesťané oslavují každou neděli, zejména pak při největších svátcích liturgického roku, jimiž jsou Velikonoce a jejich hlavní slavnost, Zmrtvýchvstání Páně.

### Vzkříšení (resp. Zmrtvýchvstání) Ježíšovo
Podle líčení evangelií byl Ježíš třetího dne po své smrti vzkříšen/vstal z mrtvých. První zkušeností učedníků je objevení prázdného hrobu Mk 16, 1–8 (Kral, ČEP), kterýžto příběh nesloužil podle biblické exegeze k apologetickému důkazu Ježíšova vzkříšení, neboť hrob objevily ženy, podle práva neschopné svědecké výpovědi. Druhým relevantním bodem pro Ježíšovo vzkříšení jakožto nezfalšovanou událost je fakt, že protikřesťanská polemika nikdy nezpochybnila skutečnost prázdného hrobu. Další zkušeností učedníků je několikeré zjevování se Ježíše před vybranými svědky (nejstarší svědectví se nachází v 1Kor 15, 3–5 (Kral, ČEP). Mezi raná svědectví patří též Petrovy řeči (Sk 2, 22–40 (Kral, ČEP); Sk 3, 12–16 (Kral, ČEP); Sk 5, 29–32 (Kral, ČEP); Sk 10, 34–43 (Kral, ČEP)).
Dalším bodem víry rané církve je ztotožnění Ukřižovaného se Vzkříšeným Lk 24 (Kral, ČEP), Jan 20 (Kral, ČEP). Na slova vzkříšeného Ježíše se odkazuje i autorita Petra a ostatních apoštolů, stejně tak apoštola Pavla. O vzkříšení Nový zákon hovoří vždy jako o objektivní skutečnosti, nikoli pouze o „vzkříšení ve vědomí věřících”.
Apoštolská víra v Ježíšovo vzkříšení nalezla velmi krátké vyjádření jak při katechezi, tak v bohoslužbě: Vzkříšení Ježíšovo je největším skutkem Otce, sebedosvědčením Syna, započetím posledního věku lidstva a spásy a plným poznáním Ježíše jako Mesiáše a Božího služebníka. Pouze Duch vzkříšeného Ježíše (Řím 7, 6 (Kral, ČEP); Řím 8, 9 (Kral, ČEP); Řím 14, 17 (Kral, ČEP)) obnovuje věřícího k obrazu Božímu, tj. podle druhého Adama, jímž je Kristus 1Kor 15, 47 (Kral, ČEP).
Ježíšovo vzkříšení je součástí všech vyznání víry. Je ústředním tématem též současné teologie, neboť završuje jednání Boha vůči člověku (ekonomie spásy). Bůh se Ježíšovým vzkříšením neodvolatelně daruje světu, takže vše, co se má ještě stát, je pouze pokračováním a odhalením toho, co se již ve vzkříšení stalo.
Ježíš podle křesťanské víry vstal z mrtvých v celé své osobě, tj. i s tělem, k slavnému završení a nesmrtelnosti. Toto vzkříšení mu je zároveň darováno Bohem. Nejedná se pouze o mytickou výpověď, ale o výraz faktického stavu. Písmo svaté i tradice považují vzkříšení za skutečné přijetí Ježíšovy oběti ve smrti Otcem.

### Apokryfy
O přímém způsobu Ježíšova vzkříšení pojednává apokryfní evangelium Petrovo. O kterém se zmiňuje Órigenés, Eusebius,[nepřesný odkaz] Hieronymus a kolem roku 190 Serapión z Antiochie.
| „ | IX. 34 Když svítalo sobotní jitro, přišel dav z Jeruzaléma a z okolí, aby viděli zapečetěný hrob. 35 V noci, kdy svítal Den Páně, zatímco byli na stráži vždy dva vojáci, zazněl z nebe mocný hlas. 36 A spatřili, jak se otevřela nebesa a jak odtud sestupují dva muži ve veliké záři a blíží se k hrobu. 37 A onen kámen přivalený ke dveřím se sám odvalil stranou, hrob se otevřel a oba mladíci vešli. | “ |

### Vzkříšení těla
Člověk v křesťanském pojetí je bytostí, která očekává budoucnost, v níž se má člověk završit. Člověk vnímá sebe jako jednotu, jeho plnost tedy nespočívá pouze v nesmrtelném životě duše, avšak způsob této existence si člověk nedovede představit. Víra ve vzkříšení těla – a nikoli pouze duše, což bylo vlastní mnoha antickým filozofickým školám – patřila od počátku k ústředním bodům křesťanské víry, jak vyjadřuje s lapidární stručností křesťanský spisovatel Tertullianus:
Fiducia christianorum resurrectio mortuorum; illam credentes, sumus. (Naděje křesťanů je vzkříšení mrtvých – vše, co jsme, jsme v této víře.)
Prvním svědectvím Bible o víře ve vzkříšení je Dan 12, 1 (Kral, ČEP), vzkříšení je chápáno jako privilegium spravedlivých. V Ježíšově době vzkříšení popírali zvláště saduceové, protože se o něm Tóra nevyjadřuje. Ježíš tyto názory vyvrací Mk 12, 18–27 (Kral, ČEP). Pavel rozvádí tuto víru a odmítá helénistický pohled na duši jako hrob těla. Celý Nový zákon si nedovede představit vzkříšení člověka bez vzkříšení těla. Vzkříšené tělo je podle Pavla duchovní a je podobné oslavenému tělu Ježíše Krista (Flp 3, 21 (Kral, ČEP); 1Kor 15, 35 (Kral, ČEP)); analogicky k Ježíšovu tělu zachovává spojitost se svou pozemskou existencí.
Tato křesťanská víra se musela konfrontovat s řeckým pojetím, které tělo znevažuje a s antickou představou nebe jako prostoru, kam je možné odejít. Pro správné pochopení je však třeba si uvědomit, že se v Bibli tělem rozumí celý člověk v jeho tělesnosti. Takto jednolitý člověk existuje na více rovinách a jeho završení se musí podle křesťanské víry stát ve všech úrovních současně. Konečnému završení člověka a dějin se věnuje teologické odvětví eschatologie.

### Vzkříšení Lazara

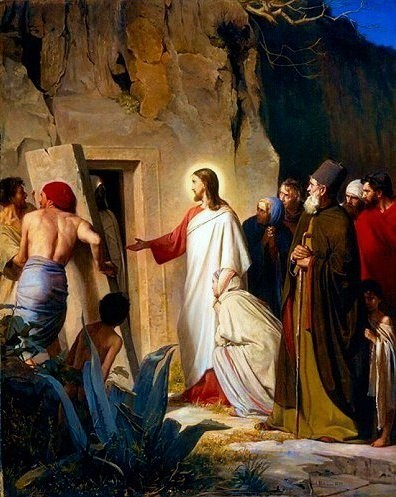
Vzkříšení Lazara od Carla Heinricha Blocha

Podle Janova evangelia Jan 11, 1–44 (Kral, ČEP) vzkřísil Ježíš Lazara z Betánie, už čtyři dny mrtvého. To však byl jen návrat do pozemského života ukončeného opět smrtí, tedy něco podstatně odlišného od zmrtvýchvstání Kristova i od obecného vzkříšení na konci časů. Totéž platí o dalších osobách, které Ježíš podle Nového zákona vzkřísil: o Jairově dceři (Mk 5, 21–24 (Kral, ČEP); Mt 9, 18–26 (Kral, ČEP); Lk 8, 40–56 (Kral, ČEP)) a o synovi vdovy z Naimu Lk 7, 11–17 (Kral, ČEP).

## Islám
Smrt je zakončením života a přivádí člověka zpět k Bohu. Smrti se nikdo vyhnout nemůže, ona je koncem Bohem stanoveného času daného člověku na zemi. Po smrti přichází duše podle islámských představ na soud, na němž se ukáže, zda je možné, aby duše vstoupila do ráje. To je též důvodem, proč se v islámu pohřbívá velmi rychle. Smrtí tedy pro muslima život nekončí, ale je přechodem k dalšímu životu.

## Ateismus
Ateismus považuje vzkříšení člověka za zkušenost přírodních věd. S běžnou skutečností, jak ji věda vnímá, je vzkříšení neslučitelné, nelze jej učinit evidentním, opakovat. Přírodní vědy o vzkříšení nic nevypovídají. Výjimkou je záchrana ze stavu klinické smrti.